# Ptiliogonys
Ptiliogonys és un gènere d'ocells de la família dels ptiliogonàtids (Ptilogonatidae). Són originaris d'Amèrica Central i la part sud d'Amèrica del Nord.

## Taxonomia
Segons la Classificació del Congrés Ornitològic Internacional (versió 15.1, 2025) aquest gènere està format per dues espècies:
- Ptiliogonys cinereus - sedoset gris.
- Ptiliogonys caudatus - sedoset cuallarg.